# Vaux-en-Amiénois

Vaux-en-Amiénois este o comună în departamentul Somme, Franța. În 1 ianuarie 2022 avea o populație de 440 de locuitori.